# Liste psychotherapeutischer Begriffe

## A
- AAS
- Abwehrmechanismus
- Agoraphobie
- Analytische Psychologie
- Analytische Psychotherapie
- Angst
- Angstkrankheit
- Anorexia Nervosa
- Applied Behavior Analysis
- Approbation
- Asperger-Syndrom
- Aufmerksamkeitsdefizit- / Hyperaktivitätsstörung (ADS)
- Autismus
- Autismusspektrum
- Automatische Reaktionen
- Autonomie in der Psychologie
- Aviophobie

## B
- Befriedigungsaufschub
- Balintgruppe
- Behaviorismus
- Beziehungsmotiv
- Bindungstheorie
- Biofeedback
- Borderline-Störung
- Bulimie
- Burn-out

## D
- Déformation professionnelle
- Depression
- Dialektisch-behaviorale Therapie
- Deutung (Psychotherapie)
- Dissoziative Störung

## E
- Ego-State-Therapie
- EMDR
- Emotionale Störungen des Kindesalters
- Empathie
- Entwicklungspsychologie
- EOS-Potenzialanalyse
- Essstörung
- Existenzanalyse

## F
- Familientherapie
- Fetisch
- Fight-or-flight
- Filtertheorie der Aufmerksamkeit
- Flow (Psychologie)
- Focusing
- Funktionelle Entspannung

## G
- Gay Affirmative Psychotherapy
- Gedächtnishemmung
- Gegenübertragung
- Gesprächspsychotherapie
- Gestalttheoretische Psychotherapie
- Gestalttherapie
- Gestaltungstherapie
- Gewaltfreie Kommunikation
- Grundannahmen
- Grundkonflikt
- Grundmotivation

## H
- Helfersyndrom
- Humanistische Psychotherapie
- Hyperaktivität
- Hypersexualität
- Hysterie
- Hypnose
- Hypnosystemische Therapie
- Hypnotherapie

## I
- ICD-10
- Ich
- Ich-Botschaft
- Individualpsychologie
- Inneres Kind
- Instrumentelle und operante Konditionierung
- Introjektion
- Introspektion
- Inzest

## K
- Katathym-Imaginative Psychotherapie
- Katathymes Bilderleben
- Katharsis
- Kinder- und Jugendlichenpsychotherapeut
- Klientenzentrierte Psychotherapie
- Klinische Psychologie
- Körperschema
- Kognitive Verhaltenstherapie
- Konditionierung
- Konzentrative Bewegungstherapie
- Krisenintervention

## L
- Lebensfreude
- Leistung (Psychologie)
- Lernpsychologie
- Lerntheorie
- Lerntransfer
- Libido
- Liste bedeutender Psychologen
- Lithiumtherapie
- Logotherapie

## M
- Magersucht
- MBSR
- Messie-Syndrom
- Modell-Lernen

## N
- Neopsychoanalyse
- Neurobiologie der Bindung
- Neuro-Linguistisches Programmieren
- Neuropsychotherapie
- Neurose

## O
- Obsession
- Ödipuskomplex
- Ordnungstherapie

## P
- Paartherapie
- Paradoxe Intention
- Paradoxe Intervention
- Parentifizierung
- Personale Existenzanalyse
- Personale Positionsfindung
- Persönlichkeitsstörung
- Phobie, Phobische Störung (Liste)
- Positive Psychologie
- Posttraumatische Belastungsstörung
- Psychagogik
- Psychische Störung
- Psychoanalyse
- Psychoedukation
- Psychodynamisch Imaginative Traumatherapie
- Psychodrama
- Psychologie
- Psychologischer Psychotherapeut
- Psychoonkologie
- Psychoorganisches Syndrom
- Psychose
- Psychosomatik
- Psychotherapie
- Liste der psychischen und Verhaltensstörungen nach ICD-10

## R
- Rational Emotive Therapie
- Regression (Psychoanalyse)
- Reparenting
- Rorschachtest

## S
- Satyriasis
- Schematherapie
- Schizophrenie
- Schmerztherapie
- Selbsthilfe
- Selbstliebe
- Selbstmanagement-Therapie
- Selbstmitleid
- Selbstsicherheitstraining
- Selbsttherapie
- Selbstverletzendes Verhalten
- Selbstwirksamkeitserwartung
- Sinnerfassungsmethode
- Somatoforme Schmerzstörung
- Sprachverständnis
- Sprechende Medizin
- Staunen
- Störung des Sozialverhaltens
- Strukturmodell der Psyche
- Strukturniveau
- Suizid
- Systemische Therapie

## T
- Taijin Kyōfushō
- Themenzentrierte Interaktion
- Therapeutische Abstinenz
- Tiefenpsychologie
- Tiefenpsychologisch fundierte Psychotherapie
- Todestrieb
- Token-System
- Transaktionsanalyse
- Transference-Focused-Psychotherapy
- Trauma (Psychologie)
- Traumatheorie
- Traumatherapie
- Triangulierung (Psychoanalyse)
- Triangulierung (Familientherapie)
- Triebtheorie

## U
- Übergangsobjekt
- Über-Ich
- Übertragung

## V
- Valins-Effekt
- Verdrängung
- Vergewaltigung
- Verhaltenstherapie
- Liste der psychischen und Verhaltensstörungen nach ICD-10

## W
- Willensstärkungsmethode
- Widerstand

## Z
- Zoophilie
- Zwangskrankheit